# Fujiwara no Fusasaki
Fujiwara no Fusasaki (藤原 房前, 681 – 25 mai 737) est membre du clan Fujiwara et le fondateur de la branche Hokke des Fujiwara. Il est le fils de Fujiwara no Fuhito (659–720), le père de Fujiwara no Kiyokawa et un parent de Fujiwara no Uona. Il meurt de la variole en 737

## Carrière
Fusasaki est un sangi (assistant conseiller) dans le dajōkan.
Il fonde le Sugimoto-dera à Kamakura en 734 avec le prêtre Gyōki (668–749). La légende du temple veut qu'à l'époque de Nara (710–794), l'impératrice Komyo (701–760) demande à Fusasaki, alors ministre de haut rang, ainsi qu'au fameux prêtre Gyōki, de construire le temple contenant une statue du Kan'non à onze têtes, ou Ekadasamukha en sanskrit, comme objet principal de dévotion. Gyōki créé lui-même la statue car il est aussi grand sculpteur.

## Source de la traduction
- (en) Cet article est partiellement ou en totalité issu de l’article de Wikipédia en anglais intitulé « Fujiwara no Fusasaki » (voir la liste des auteurs).